# 北京地下鉄DKZ47型電車
北京地下鉄DKZ47型電車（ペキンちかてつDKZ47がたでんしゃ）は、北京地下鉄6号線で運転されている電車。

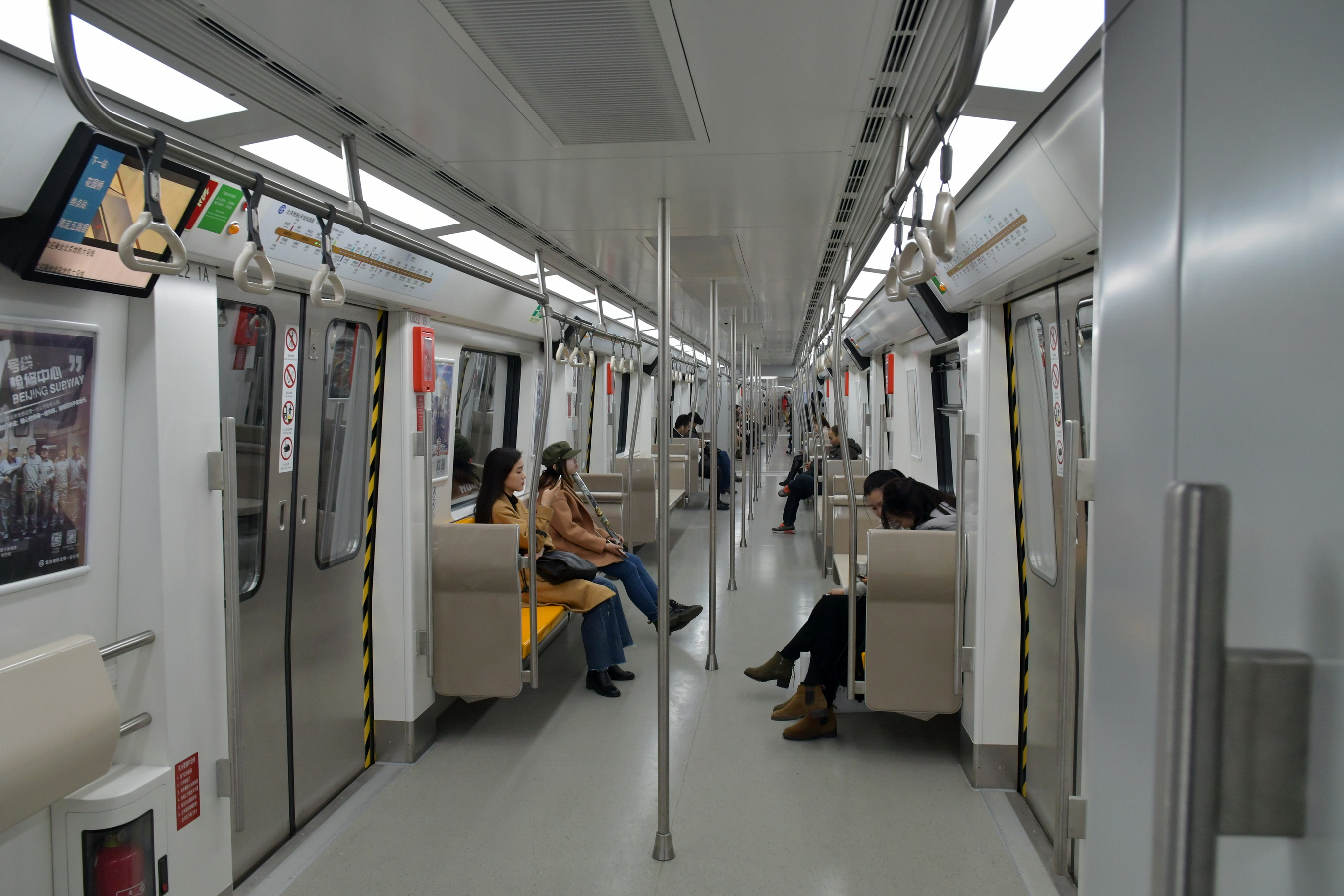
車内の様子

## 概要
DKZ47型電車は長春軌道客車股份有限公司で64編成（512両）生産され、2012年12月30日より、北京地下鉄6号線の開業と共に運転開始された。

## 編成
両端の先頭車が制御車、中間車6両が電動車、MT比6M2Tの8両編成である。
| スタブアイコン | サブスタブ | この項目は、まだ閲覧者の調べものの参照としては役立たない、鉄道に関連した書きかけの項目です。この項目を加筆・訂正などしてくださる協力者を求めています（P:鉄道/PJ:鉄道）。 |